# ドネーションウェア
ドネーションウェア (Donationware) とは、ソフトウェアの配布形態のうち、フリーウェアのように無償ですべての機能を利用できるが、開発者が利用者の任意での寄付を求めているものを指す。ドネーションウェアは、完全に無償であるフリーウェアと、対価が必要なシェアウェアとの中間の形態と言える。日本語では、その集金方法がカンパに似ることから、カンパウェアともいう。